# Hande Özdinler
 (janvier 2018).
Hande Özdinler est une scientifique et médecin turque.

## Biographie
En 1994, elle effectue son master dans le domaine de la biologie moléculaire et génétique à l'université de Boğaziçi à Istanbul. Elle obtient son doctorat au sein de la même établissement en 1996. Par la suite, en 2002, elle effectue des recherches en biologie cellulaire, anatomie et neurosciences dans le cadre de son post-doctorat à Louisiana Stade University, Healthy Sciences Center (LSUHSC) à La Nouvelle-Orléans aux États-Unis.
Au département de neurologie de l'université de médecine Northwestern Feinberg, elle dirige, en tant que professeur agrégée, l'équipe composée des Docteurs Javier Jara et Barış Genç. Ils démontrent que l'absence du gène de la maladie de Parkinson est la cause d'une pression exercée sur les neurones moteurs, provoquant une neuro-dégénération. Lors des expérimentations sur les souris, ils trouvent également des défauts au niveau des neurones moteurs. Il a été démontré que la dégénération de ces neurones était accompagnée d'un dysfonctionnement au niveau de système de contrôle de qualité des protéines (reticulum endoplasmique), en provoquant la progression de la maladie de Parkinson,.